# ハンガー・ゲーム FINAL: レボリューション
『ハンガー・ゲーム FINAL: レボリューション』（The Hunger Games: Mockingjay – Part 2）は、フランシス・ローレンス監督、ダニー・ストロング及びピーター・クレイグ脚本による2015年のアメリカ合衆国のSF戦争冒険映画である。スーザン・コリンズの小説『ハンガー・ゲーム』三部作の最終作『ハンガー・ゲーム3 マネシカケスの少女』を原作とした2部作映画の2本目であり、ニーナ・ジェイコブソン及びジョン・キリク製作、ライオンズゲート配給による映画『ハンガー・ゲーム』シリーズの完結作である。主要キャストはジェニファー・ローレンス、ジョシュ・ハッチャーソン、リアム・ヘムズワース、ウディ・ハレルソン、エリザベス・バンクス、ジュリアン・ムーア、フィリップ・シーモア・ホフマン、ジェフリー・ライト、スタンリー・トゥッチ、ドナルド・サザーランドらである。ホフマンは、本作が遺作となった。

## プロット
パネムの首都キャピトルに抵抗する第13地区に連れられ、反乱の象徴"マネシカケス"としての役目を負わされたカットニスは、キャピトルによって彼女を殺すよう洗脳されていたピータに襲われ、大きなショックを受けていた。
そんな中、反乱軍は第2地区に侵攻し、キャピトル軍の武器庫を襲撃することに成功する。ショックから立ち直ったカットニスは第13地区を統治するコイン首相にスノー大統領を自らの手で殺させるよう求めたものの、"マネシカケス"としての彼女の存在価値を重視するコイン首相は、あまりにもリスクが大きすぎるとして要求を受け入れなかった。
一方、フィニックはキャピトルに囚われていた婚約者アニーと無事再会し、第13地区で結婚式を挙げていた。そのさなか、カットニスはジョアンナからキャピトルへ向かう反乱軍の補給機に忍び込むことを提案され、行動に移す。これに対しコイン首相は、カットニスをキャピトル侵攻のための部隊「スター部隊」に割り当てる。コイン首相の右腕であるボッグスが率いるその部隊には、ゲイルとフィニック、そして洗脳が解けきれていないピータが加えられることとなった。
カットニスたち部隊はキャピトルに侵入し、市内の中心へと進んでいたものの、途中ボッグスが地面に仕掛けられていた地雷により致命傷を負ってしまう。彼はカットニスに市内に仕掛けられた罠を示したホログラムマップを託し、息を引き取る。部隊は再び市内の中心へと向かうも次の罠を起動させてしまい、洗脳に屈してしまったピータによって部隊のメンバーがタールの洪水に投げ出され、命を落とす。その後も彼女たちを追う治安維持部隊の攻撃や罠によってメンバーが次々と命を落としていくも、カットニスは目的を果たすべく進み続ける。
しかし罠の一つとして集められていた獣の大群に襲われ、フィニックはカットニスを含む他のメンバーを守るために自ら囮となって命を落とす。相次ぐ仲間の死にカットニスが心を痛める中、ついに反乱軍はキャピトルへの侵攻を開始。パネム全地区の自由を賭けた戦いは最終局面を迎える。

## 登場人物

### 前作からの登場人物
カットニス・エヴァディーン
演:ジェニファー・ローレンス、日本語吹き替え:水樹奈々
本作の主人公。第12地区出身。パネム全土の反乱の象徴"マネシカケス"としての役目を負わされている。本作ではキャピトル侵攻部隊「スター部隊」の一員として行動する。
ピータ・メラーク
演:ジョシュ・ハッチャーソン、日本語吹き替え:神谷浩史
第12地区出身で、カットニスと共に第75回ハンガー・ゲームに出場したチームメイト。
キャピトルに捕らえられ、国営放送を通じて反乱軍に降伏を促させられていたのち救出されるが、洗脳によりカットニスを殺すよう仕向けられていた。スター部隊の一員としてカットニスと行動を共にするが、洗脳が解けきっておらず、そのせいで仲間の一人を死に追いやってしまう。
ゲイル・ホーソーン
演:リアム・ヘムズワース、日本語吹き替え:中村悠一
第12地区出身。カットニスが信頼を寄せる数少ない人物の一人。スター部隊の一員としてカットニスと行動を共にする。
ヘイミッチ・アバナシー
演:ウディ・ハレルソン、日本語吹き替え:山寺宏一
ハンガー・ゲームの元教育係。
エフィー・トリンケット
演:エリザベス・バンクス、日本語吹き替え:坪井木の実
ハンガー・ゲームの元付き添い役。
フィニック・オデイル
演:サム・クラフリン、日本語吹き替え:前野智昭
第4地区出身の男。第75回ハンガー・ゲームの参加者。婚約者アニーと再会したのち結婚。スター部隊の一員としてカットニスと行動を共にする。キャピトルに侵入した際、罠の一つとして用意されていた獣の大群に自ら進んで立ち向かい、命を落とす。
ジョアンナ・メイソン
演:ジェナ・マローン、日本語吹き替え:生天目仁美
第7地区出身の女。第75回ハンガー・ゲームの参加者。キャピトルに囚われていた後救出され、カットニスと共に戦闘に参加することを決意するが、捕らえられていた際に受けた拷問による精神的ショックがもとで戦闘訓練中にパニックを起こしてしまい、断念を余儀なくされる。
ビーティー・ラティア
演:ジェフリー・ライト、日本語吹き替え:ふくまつ進紗
第3地区出身の男。第75回ハンガー・ゲームの参加者。第13地区の技術部門に参加し、反乱軍の武器開発を手掛ける。
プリムローズ・エヴァディーン
演:ウィロウ・シールズ、日本語吹き替え:釘宮理恵
カットニスの妹。愛称はプリム。カットニスが唯一愛情を注ぐことの出来る家族の一員。救護班の一人として負傷者の手当てを行っていた最中に反乱軍が仕掛けた爆撃に巻き込まれ、命を落とす。
プルターク・ヘヴンズビー
演:フィリップ・シーモア・ホフマン、日本語吹き替え:石住昭彦
第75回ハンガー・ゲームのチーフ・ゲームメイカーだった男で、反乱軍の参謀。
コリオラヌス・スノー大統領
演:ドナルド・サザーランド、日本語吹き替え:稲垣隆史
カットニスたちの暮らす国パネムを治める最高権力者。反乱軍との戦争後に捕らえられ、処刑の際に怒り狂った群衆によって殺された。
シーザー・フリッカーマン
演:スタンリー・トゥッチ、日本語吹き替え:岩崎ひろし
ハンガー・ゲームで出場者へのインタビューを担当する司会者。
アルマ・コイン首相
演:ジュリアン・ムーア、日本語吹き替え:日野由利加
第13地区を治める指導者。キャピトルとの戦争後に勝利したのちパネムの大統領に就任するが、スノー大統領の処刑の際、カットニスによって殺される。
ボッグス
演:マハーシャラ・アリ、日本語吹き替え:楠大典
第13地区の高官でコイン首相の右腕。スター部隊のリーダーとしてカットニスと行動を共にするが、キャピトル側が仕掛けていた罠によって負傷し、のちに息を引き取る。
ペイラー司令官
演:パティーナ・ミラー、日本語吹き替え:林りんこ
反乱軍の司令官。カットニスによって殺されたコイン首相の代わりにパネムの大統領として就任する。
クレシダ
演:ナタリー・ドーマー、日本語吹き替え:東條加那子
キャピトルから第13地区に逃れてきた映像ディレクター。スター部隊の一員としてカットニスと行動を共にする。
メッサッラ
演:エヴァン・ロス、日本語吹き替え:水越健
クレシダのアシスタント。スター部隊の一員としてカットニスと行動を共にするが、キャピトル側が仕掛けていた罠によって命を落とす。
キャスター
演:ウェス・チャサム、日本語吹き替え:野川雅史
クレシダのカメラクルー。スター部隊の一員としてカットニスと行動を共にするが、キャピトル側が仕掛けていた罠によって命を落とす。
ポラックス
演:エルデン・ヘンソン
クレシダのカメラクルーでキャスターの弟。キャピトルの元奴隷の一人で、話すことが出来ない。スター部隊の一員としてカットニスと行動を共にする。
アニー・クレスタ
演:ステフ・ドーソン。日本語吹き替え:合田絵利
フィニックの婚約者。キャピトルに囚われていたのち救出され、フィニックと結婚する。
エジェリア
演 - サリタ・チョウドリー、日本語吹き替え:佐竹海莉

### 本作からの登場人物
ジャクソン中尉
演:ミシェル・フォーブス、日本語吹き替え:藤貴子
カットニスと行動を共にするスター部隊の副リーダー。作戦の最中に命を落とす。
ホームズ
演:オミッド・アブタヒ、日本語吹き替え:山本兼平
カットニスと行動を共にするスター部隊の一員。作戦の最中に命を落とす。
ミッチェル
演:ジョー・クレスト
カットニスと行動を共にするスター部隊の一員。作戦の途中で洗脳に屈したピータによって殺される。
リーグ1、リーグ2
演:ミスティ・オーミストン、キム・オーミストン
第13地区出身の姉妹で、カットニスと行動を共にする狙撃チームの一員。作戦の途中で治安維持部隊の襲撃に遭い、命を落とす。
ライム司令官
演:グェンドリン・クリスティー、日本語吹き替え:仲村かおり
反乱軍の司令官。第2地区にあるキャピトル軍の武器庫の制圧を指揮した。
アウレリウス
演:エイプリル・グレース、日本語吹き替え:岡田恵
第13地区の医師。
ティグリス
演:ユージニー・ボンデュラント
ハンガー・ゲームの元スタイリスト。キャピトルに侵入したカットニスたちを自分の店にかくまってくれた。小説版では整形手術で虎のような顔に作り替えていることが説明されている。
エノバリア
演:メタ・ゴールディング
第2地区出身の女で、第75回ハンガー・ゲームの参加者。ピータやフィニックらと同様、キャピトルに囚われていたところを救出された。

## キャスト
| 役名                         | 俳優                           | 日本語吹き替え |
| 役名                         | 俳優                           | 劇場公開版     |
| ---------------------------- | ------------------------------ | -------------- |
| カットニス・エヴァディーン   | ジェニファー・ローレンス       | 水樹奈々       |
| ピータ・メラーク             | ジョシュ・ハッチャーソン       | 神谷浩史       |
| ゲイル・ホーソーン           | リアム・ヘムズワース           | 中村悠一       |
| ヘイミッチ・アバナシー       | ウディ・ハレルソン             | 山寺宏一       |
| コリオラヌス・スノー大統領   | ドナルド・サザーランド         | 稲垣隆史       |
| プルターク・ヘヴンズビー     | フィリップ・シーモア・ホフマン | 石住昭彦       |
| アルマ・コイン首相           | ジュリアン・ムーア             | 日野由利加     |
| プリムローズ・エヴァディーン | ウィロウ・シールズ             | 釘宮理恵       |
| フィニック・オデイル         | サム・クラフリン               | 前野智昭       |
| エフィー・トリンケット       | エリザベス・バンクス           | 坪井木の実     |
| ボッグス                     | マハーシャラ・アリ             | 楠大典         |
| ジョアンナ・メイソン         | ジェナ・マローン               | 生天目仁美     |
| ビーティー・ラティア         | ジェフリー・ライト             | ふくまつ進紗   |
| カットニスの母親             | ポーラ・マルコムソン           | 金野恵子       |
| シーザー・フリッカーマン     | スタンリー・トゥッチ           | 岩崎ひろし     |
| クレシダ                     | ナタリー・ドーマー             | 東條加那子     |
| メッサラ                     | エヴァン・ロス                 | 水越健         |
| ポラックス                   | エルデン・ヘンソン             | N/A            |
| カストル                     | ウェス・チャサム               | 野川雅史       |
| ティグリス                   | ユージニー・ボンデュラント     | N/A            |
| エジェリア                   | サリタ・チョウドリー           | 佐竹海莉       |
| アニー・クレスタ             | ステフ・ドーソン               | 合田絵利       |
| エノバリア                   | メタ・ゴールディング           | N/A            |
| ペイラー司令官               | パティーナ・ミラー             | 林りんこ       |
| ホームズ                     | オミッド・アブタヒ             | 山本兼平       |
| ミッチェル                   | ジョー・クレスト               | N/A            |
| ジャクソン中尉               | ミシェル・フォーブス           | 藤貴子         |
| リーグ1                      | ミスティ・オーミストン         | N/A            |
| リーグ2                      | キム・オーミストン             | N/A            |
| ライム司令官                 | グェンドリン・クリスティー     | 仲村かおり     |
| アントニウス                 | ロバート・ネッパー             | 野川雅史       |
| ドクター・アウレリウス       | エイプリル・グレース           | 岡田恵         |

## 製作
本作のプリプロダクション、キャスティング、撮影は前作『レジスタンス』と共にバック・トゥ・バックで行われた。キャスティングについては当初、リリー・レーブがライム司令官の役を演じることとなっていたものの、レーブは既に予定されていた舞台劇への出演とスケジュールが重なったため降板。2014年4月4日にグェンドリン・クリスティーがレーブの代わりに起用された。

## 音楽
サウンドトラック盤は2015年12月4日にリリースされた。

### サウンドトラック盤
| #         | タイトル | 作詞  | 作曲・編曲 | 時間 |
| --------- | --- | ----- | ---------- | ---- |
| 1.        | 「Prim Visits Peeta」                                                                                           |       |            | 1:25 |
| 2.        | 「Send Me to District 2」                                                                                       |       |            | 2:09 |
| 3.        | 「Go Ahead, Shoot Me」                                                                                          |       |            | 4:58 |
| 4.        | 「Stowaway」 |       |            | 3:36 |
| 5.        | 「Your Favorite Color Is Green」                                                                                |       |            | 2:25 |
| 6.        | 「Transfer Command」                                                                                            |       |            | 8:31 |
| 7.        | 「Your Next Step」                                                                                              |       |            | 2:30 |
| 8.        | 「The Holo」 |       |            | 3:46 |
| 9.        | 「Sewer Attack」                                                                                                |       |            | 8:00 |
| 10.       | 「I Made It Up」                                                                                                |       |            | 1:28 |
| 11.       | 「Mandatory Evacuation」                                                                                        |       |            | 3:14 |
| 12.       | 「Rebels Attack」                                                                                               |       |            | 5:17 |
| 13.       | 「Snow’s Mansion」                                                                                              |       |            | 5:16 |
| 14.       | 「Symbolic Hunger Games」                                                                                       |       |            | 2:08 |
| 15.       | 「Snow’s Execution」                                                                                            |       |            | 1:57 |
| 16.       | 「Plutarch’s Letter」                                                                                           |       |            | 3:01 |
| 17.       | 「Buttercup」                                                                                                   |       |            | 1:09 |
| 18.       | 「Primrose」 |       |            | 3:16 |
| 19.       | 「There Are Worse Games to Play/Deep in the Meadow/The Hunger Games Suite」(featuring ジェニファー・ローレンス) |       |            | 9:41 |
| 合計時間: | 合計時間: | 60:13 |            |      |

## 封切り
『ハンガー・ゲーム FINAL: レボリューション』は2015年11月18日にベルギー、ブラジル、フランス、オランダの4か国で封切られ、19日にはオーストラリア、ドイツ、ロシア、イタリア、イギリスが追加された。20日にはアメリカ、カナダ、中国、メキシコ、日本、その他19か国で封切られ、最終的には87市場となった。なお、スペイン、ギリシャ、インドでは11月27日に公開された。

### ホームメディア
『ハンガー・ゲーム FINAL: レボリューション』は2016年3月28日にデジタルHD版が配信、3月22日にBlu-rayおよびDVD版が販売された。

## 評価

### 興行収入
『ハンガー・ゲーム FINAL: レボリューション』は北アメリカで約2億8170万ドル、その他の国々で3億7170万ドル、全世界総計で6億5340万ドルを売り上げている
。これは2015年の映画で9位の成績であり、シリーズ中最も低い額である。世界初動は2億7420万ドル(歴代で27位)を記録した。ライオンズゲートの共同会長ロブ・フリードマンは、2016年2月のDeadline.comの記事にて、本作の興行成績が今一つ振るわなかった原因として、2015年11月に起きたパリ同時多発テロ事件と翌12月に公開された『スター・ウォーズ/フォースの覚醒』を挙げており、同作による本作の北米興行収入への影響は50～100万ドルほどだと語っている。Deadline.comではこのコメントを「性急な言い訳」であるとし、『フォースの覚醒』が公開される前から、『レボリューション』は既に『レジスタンス』よりも低い興行成績を記録していると説明している。また、The Hollywood Reporterでもパリ同時多発テロ事件は欧州での本作の公開に何の影響ももたらしていないとしている。

#### 北アメリカ
北アメリカ地域での興行収入は、オープニング時で1億100万ドル、初週時で1億270万ドルだった。これは当初予想されていた公開初週時のオープニング興行収入額1億2000万～2500万ドルを下回るものとなり、ライオンズゲートの株価はこの影響を受けて下落した。Deadline.comはオープニング興行収入が低くなった原因について、原作小説のストーリーを実写化の際2パートに分割したことに加え、季節が冬に近付いていたため上映エリア(サウスダコタ州、ミシガン州など)に雪が降り積もったことが映画館への客足に影響したと見ている。しかしオープニング初週の興行収入ランキングでは首位を記録し、その後4週連続で首位を維持し続けるという快挙を成し遂げた。また、本作はアメリカにある384館のIMAXシアターでも上映され、850万ドルの興行収入を生んだ。

#### 北アメリカ以外
『ハンガー・ゲーム FINAL: レボリューション』は北アメリカ地域以外の92の国々で上映された。当初はアメリカも含めた87か国で3億ドル以上の興行収入が見込まれていたが、最終的には1億4450万ドルを記録する結果となった(上映された87か国のうち81か国では初登場で首位を獲得)。ウォール・ストリート・ジャーナルでは、本作の興行収入の伸び悩みについて、上記のパリ同時多発テロ事件とアメリカドルの値上げが影響しているものと分析している。また、第2週で6320万ドル、第3週で3005万ドルと低下したものの、4週連続で世界興行収入の首位を維持した。
北アメリカ地域以外の国々ではイギリス、ドイツ、メキシコ、フランス、オーストラリア、ブラジル、ロシア、ベネズエラ、イタリアで興行収入の上位に入り、イギリスにおいては最も高い興行収入(1710万ドル)を記録した。中国では台湾映画『私の少女時代-OUR TIMES-』と『007 スペクター』との競合で苦戦ながらも首位を獲得したが、第2週ではオープニング興行収入より88.6％と急激に下がり、2015年に中国で上映されたハリウッド作品の中でワースト1位の映画となった。フランスではテロ事件とベルギーで厳戒態勢が敷かれたことが映画館への客足に影響すると懸念されていたが、興行収入がそれを大きく覆す結果となった。コロンビアでは海外映画として同国で最も高い興行収入(3600万ドル)を記録した。

### 批評家の反応
『ハンガー・ゲーム FINAL: レボリューション』は批評家たちからおおむね好意的な評価を得ている。批評はアクションシーンや俳優たちの演技への賞賛と、原作小説のストーリーを2つのパートに分けた製作側への批判が全体を占めたが、多くの批評家はシリーズ全体としては満足のいく結末だったと評価を下している。映画批評集積サイトRotten Tomatoesでは235のレビューから、満足度70％、平均点6.5/10という評価を下した。サイトでは批評家の総意として、「徹底して陰惨に描かれた『レボリューション』により、ハンガー・ゲームはエキサイティングかつ感動的、そして全体を通して満足のいく結末を迎えている」と評した。Metacriticでも44件の好意的なレビューが寄せられ、加重平均値65/100という評価を下した。アメリカの映画市場調査会社CinemaScoreによると、A+からFまでの評価グレードのうち、本作に与えられたのは"A-"であった。

### 受賞とノミネート
| 賞                                     | 部門                     | 候補                                         | 結果       |
| -------------------------------------- | ------------------------ | -------------------------------------------- | ---------- |
| 第21回クリティクス・チョイス・アワード | アクション映画女優部門   | ジェニファー・ローレンス                     | ノミネート |
| キッズ・チョイス・アワード2016         | フェイバリット映画賞     | 『ハンガー・ゲーム FINAL: レボリューション』 | ノミネート |
| キッズ・チョイス・アワード2016         | フェイバリット映画女優賞 | ジェニファー・ローレンス                     | 受賞       |
| 第21回エンパイア賞                     | 女優賞                   | ジェニファー・ローレンス                     | ノミネート |
| 第21回エンパイア賞                     | SF/ファンタジー賞        | 『ハンガー・ゲーム FINAL: レボリューション』 | ノミネート |
| 第21回エンパイア賞                     | プロダクションデザイン賞 | 『ハンガー・ゲーム FINAL: レボリューション』 | ノミネート |
| 第42回サターン賞                       | 最優秀ファンタジー賞     | 『ハンガー・ゲーム FINAL: レボリューション』 | ノミネート |
| MTVムービー・アワード2016              | 最優秀アクション演技賞   | ジェニファー・ローレンス                     | ノミネート |
| MTVムービー・アワード2016              | 最優秀ヒーロー賞         | ジェニファー・ローレンス                     | 受賞       |
| MTVムービー・アワード2016              | アンサンブルキャスト賞   | 『ハンガー・ゲーム FINAL: レボリューション』 | ノミネート |